# Campo Bonito
Campo Bonito är en kommun i Brasilien.   Den ligger i delstaten Paraná, i den södra delen av landet, 1 100 km sydväst om huvudstaden Brasília. Antalet invånare är 4 407.
Omgivningarna runt Campo Bonito är en mosaik av jordbruksmark och naturlig växtlighet. Runt Campo Bonito är det mycket glesbefolkat, med 3 invånare per kvadratkilometer.